# Факельское (сельское поселение)
Факельское — упразднённое муниципальное образование со статусом сельского поселения в Игринском районе Удмуртии Российской Федерации.
Административный центр — село Факел.

## История
Статус и границы сельского поселения установлены Законом Удмуртской Республики от 19 ноября 2004 года № 65-РЗ «Об установлении границ муниципальных образований и наделении соответствующим статусом муниципальных образований на территории Игринского района Удмуртской Республики»
К 18 апреля 2021 года упраздняется в связи с преобразованием района в муниципальный округ.

## Население
| 2010  | 2012  | 2013  | 2014  | 2015  | 2016  | 2017  |
| ----- | ----- | ----- | ----- | ----- | ----- | ----- |
| 3106  | ↘3085 | ↘3052 | ↗3087 | ↘3032 | ↘2963 | ↗2987 |
| 2018  | 2019  | 2020  |       |       |       |       |
| ↘2947 | ↘2916 | ↘2867 |       |       |       |       |

## Состав сельского поселения
| № | Населённый пункт | Тип населённого пункта       | Население |
| - | ---------------- | ---------------------------- | --------- |
| 1 | Башмаково        | деревня                      | ↘48       |
| 2 | Лучик            | деревня                      | ↗74       |
| 3 | Лучиквай         | деревня                      | ↘13       |
| 4 | Менил            | деревня                      | ↘29       |
| 5 | Менил            | село                         | ↘1084     |
| 6 | Факел            | село, административный центр | ↗1772     |
| 7 | Юлайгурт         | деревня                      | ↘65       |